# Bleihütte Luzilia
Die Bleihütte Luzilia war eine von der Allianz – Anonyme Gesellschaft für Bergbau und Hüttenbetrieb bei Stolberg betriebene Bleihütte im Grubenfeld Büsbacherberg-Brockenberg bei Büsbach im damaligen Landkreis Aachen. Sie bestand bis in die 1850er Jahre.
Mit der Eingemeindung Büsbachs im Jahre 1935 kam das Gelände an die Stadt Stolberg (Rhld.) (heute Städteregion Aachen).